# Koori
Koori (桑折町 Koori-machi?) es un pueblo localizado en la prefectura de Fukushima, Japón. En junio de 2019 tenía una población de 11.699 habitantes y una densidad de población de 272 personas por km². Su área total es de 42,97 km².

## Geografía

### Municipios circundantes
- Prefectura de Fukushima
  - Fukushima
  - Date
  - Kunimi
- Prefectura de Miyagi
  - Shiroishi

## Demografía
Según datos del censo japonés, la población de Koori ha disminuido en los últimos años.
| Año del censo | Población |
| ------------- | --------- |
| 1995          | 14.221    |
| 2000          | 13.700    |
| 2005          | 13.411    |
| 2010          | 12.853    |
| 2015          | 12.271    |